# Seydou Mamadou Coulibaly
Seydou Mamadou Coulibaly est un entrepreneur et homme d'affaires malien.

## Formation
En 1989, il obtient son diplôme en génie civil option hydraulique de l’école nationale d’ingénieurs (ENI) de Bamako. Il est aussi également titulaire d’un DESS en aménagements hydro-agricoles (école inter-états d’ingénieurs de l’équipement rural / EIER, Burkina Faso en 1990, aussi d’un certificat de spécialisation en hydraulique agricole à école polytechnique fédérale de Lausanne, d’un certificat de formation en management de l'école nationale d’administration publique ENAP en 2001 et d’un certificat de formation en gestion axée sur les résultats (GAR) de l’école nationale d’administration publique,.

## Vie professionnelle
Il crée CIRA SAS, une firme d’études spécialisée dans la conception et le contrôle d’infrastructures diverses. Une entreprise d’ingénierie en Afrique capable de remporter des appels d’offres internationaux hors de son pays d’origine, le Mali.
Seydou Mamadou Coulibaly a été, par ailleurs, premier vice-président délégué du conseil national du patronat malien (CNPM) de 2015 à 2020 et président du conseil d’administration du fonds d’appui à la formation professionnelle et à l’apprentissage (FAFPA) du Mali de 2015 à 2017.
En 2015, il fait partie des 3 dirigeants d'entreprise malien nominés pour recevoir le Grand Prix Panafricain des Leaders du Développement (Prix Panel),  aux côté de Dioncounda Traoré, Bakary Togola et Sanogo Kalifa.
C'est par ailleurs un proche du président Ibrahim Boubacar Keïta, décédé en 2022.

## Polémiques
En 2022, il revendique la propriété d'un terrain public et envoie des huissiers pour en chasser des occupants qui ont pourtant signé des conventions d'occupation de 5 ans à 20 ans avec la marie de Bamako. 